# (37802) 1997 XD11
1997 أكس دي 11 (ويعرف أيضًا باسم (37802) 1997 أكس دي 11 وفق تسمية الكوكب الصغير) (بالإنجليزية: 1997 XD11)‏ هو كويكب ضمن حزام الكويكبات؛ وترتيبه 37802 من حيث الاكتشاف.
اكتُشف هذا الجُرم الفلكي بواسطة سبيس واتش في 3 ديسمبر 1997.

## وصلات خارجية
- (37802) 1997 XD11 في قاعدة بيانات مختبر الدفع النفاث لأجرام النظام الشمسي الصغيرة

- الاكتشاف · مخطط المدار ·  العناصر المدارية · المعلمات المادية

- (37802) 1997 XD11 على موقع ويكي سكاي: DSS2, SDSS, GALEX, IRAS, Hydrogen α, X-Ray, Astrophoto, Sky Map, Articles and images